# Torrent del Prat dels Llitzes
El Torrent del Prat dels Llitzes és un torrent de la capçalera del Riu de Torrentsenta que transcorre íntegrament pel terme municipal de Gòsol, al Berguedà, i que en confluir amb el Torrent de les Abeurades, dona lloc al naixement del Torrent Forcat.

## Xarxa hidrogràfica
Aquest torrent no té cap afluent.